# محمد بن إسماعيل العمادي
محمد بن إسماعيل محمد حسين العمادي سياسي ودبلوماسي قطري، والسفير الحالي لدولة قطر في فيتنام، ولد في الدوحة بتاريخ 27 يونيو 1960م، بدأ حياته السياسية بإلتحاقه بالعمل في وزارة الخارجية بعد أن أنهى دراسته الجامعية من المغرب عام 1992م، إكتسب العديد من الخبرات الدبلوماسية خلال فترة الخدمة في الوزارة نظراً لطول فترة عمله فيها، فحصل على عدة ترقيات حتى وصل درجة سفير فأصبح سفيراً لدولة قطر لكل من جمهورية ليبريا سابقاً وجهورية فيتنام حالياً، يترأس العمادي أيضاً اللجنة القطرية لإعادة إعمار غزة، كما وشارك في بعض المؤتمرات الدولية والأقليمية.

## المؤهلات العلمية
بكالوريوس حقوق، المدرسة الوطنية للإدارة العمومية (المملكة المغربية) عام 1990م.

## الخبرات العملية
- عمل بوزارة الثقافة والإعلام خلال الفترة من 05 يوليو 1979 إلى 26 ديسمبر 1992م.
- غُين بوزارة الخارجية بتاريخ 26 ديسمبر 1992م.
- عمل بإدارة الشؤون الإدارية والمالية خلال الفترة من 26 ديسمبر 1992م إلى 19 أغسطس 1996م.
- عمل بسفارة دولة قطر في طهران خلال الفترة من 20 أغسطس 1996م إلى 01 يناير 2002م.
- عمل بإدارة الشؤون الآسيوية والأفريقية خلال الفترة من 01 يناير 2002م إلى 17 يوليو 2004م
- عمل بسفارة دولة قطر في أنقرة خلال الفترة من 21 أغسطس 2004م إلى 18 سبتمبر 2009م.
- عمل بديوان عام الوزارة خلال الفترة من 19 سبتمبر 2009م إلى 20 يناير 2010م.
- عمل بسفارة دولة قطر في هانوي خلال الفترة من 21 يناير 2010م إلى 31 أغسطس 2013م.
- عُين سفيراً لدولة قطر في جمهورية ليبيريا إعتباراً من 25 أكتوبر 2013م إلى أغسطس 2016م.
- عُين سفيراً لدولة قطر في هانوي إعتباراً من 09 سبتمبر 2016 ولايزال.[3]